# Liste der Mitglieder des Senats im 14. Kongress der Vereinigten Staaten
Die Senatoren im 14. Kongress der Vereinigten Staaten wurden zu einem Drittel 1814 und 1815 neu gewählt. Vor der Verabschiedung des 17. Zusatzartikels 1913 wurde der Senat nicht direkt gewählt, sondern die Senatoren wurden von den Parlamenten der Bundesstaaten bestimmt. Jeder Staat wählt zwei Senatoren, die unterschiedlichen Klassen angehören. Die Amtszeit beträgt sechs Jahre, alle zwei Jahre wird für die Sitze einer der drei Klassen gewählt. Zwei Drittel des Senats bestehen daher aus Senatoren, deren Amtszeit noch andauert.
Die Amtszeit des 13. Kongresses ging vom 4. März 1815 bis zum 3. März 1817, seine erste Tagungsperiode fand vom 4. Dezember 1815 bis zum 30. April 1816 in Washington, D.C. statt, die zweite Periode vom 2. Dezember 1816 bis zum 3. März 1817.

## Zusammensetzung und Veränderungen
Im 13. Kongress saßen am Ende seiner Amtszeit 26 Republikaner (heute meist Demokratisch-Republikanische Partei genannt) und zehn Föderalisten. Der Republikaner William Branch Giles aus Virginia trat zum Ende des 13. Kongresses zurück, zwei weitere Sitze gingen den Republikanern verloren, da die Parlamente von Maryland und Tennessee sich nicht einigen konnten, ein weiterer Sitz ging an die Föderalisten. Damit sank die Mehrheit der Republikaner auf 22 zu 11, drei Sitze waren vakant. Der Republikaner Francis Locke, den das Parlament von North Carolina 1814 gegen seinen ausdrücklichen Willen zum Senator gewählt hatte, nahm seinen Sitz allerdings nicht wahr. Kurz nach Beginn der ersten Sitzungsperiode trat er zurück und das Parlament bestimmte einen Nachfolger. Da inzwischen in Tennessee eine Wahl stattgefunden hatte, lag die Mehrheit der Republikaner bei 23 zu 11. Nachdem bis Ende Januar 1816 auch die beiden anderen vakanten Sitze besetzt wurden, waren 24 Republikaner und 12 Föderalisten im Senat. Bei den Nachwahlen des Jahres 1816 konnten die Föderalisten einen Sitz hinzugewinnen. Die Republikaner erhielten beide Sitze des als 19. Staat in die Union aufgenommenen Indiana. Damit lag die Mehrheit der Republikaner am Ende des 14. Kongresses bei 25 zu 13.

## Spezielle Funktionen
Nach der Verfassung der Vereinigten Staaten ist der Vizepräsident der Vorsitzende des Senats, ohne ihm selbst anzugehören. Bei Stimmengleichheit gibt seine Stimme den Ausschlag. Während des 14. Kongresses war das Amt vakant, da Vizepräsident Elbridge Gerry am 23. November 1814 gestorben war. Im Gegensatz zur heutigen Praxis leitete der Vizepräsident bis ins späte 19. Jahrhundert tatsächlich die Senatssitzungen. Ein Senator wurde zum Präsidenten pro tempore gewählt, der bei Abwesenheit des Vizepräsidenten den Vorsitz übernahm. Vom 4. März bis zum 3. Dezember 1815 war weiter der vom 13. Kongress gewählte John Gaillard Präsident pro tempore, am 4. Dezember 1815 wurde er in diesem Amt bestätigt und blieb dies bis zum Ende des Kongresses am 3. März 1817 sowie im 15. Kongress bis zum 4. März 1817. Durch Gerrys Tod wäre Gaillard nach der damaligen Regelung der Nachfolger des Präsidenten gewesen, wäre dieser ausgefallen.

## Liste der Senatoren
Unter Partei ist vermerkt, ob ein Senator der Föderalistischen Partei oder der Republikanischen Partei zugerechnet wird, unter Staat sind die Listen der Senatoren des jeweiligen Staats verlinkt. Die reguläre Amtszeit richtet sich nach der Senatsklasse: Senatoren der Klasse I waren bis zum 3. März 1821 gewählt, die der Klasse II bis zum 3. März 1817 und die der Klasse III bis zum 3. März 1819. Das Datum gibt an, wann der entsprechende Senator in den Senat aufgenommen wurde, eventuelle frühere Amtszeiten nicht berücksichtigt. Unter Sen. steht die fortlaufende Nummer der Senatoren in chronologischer Ordnung, je niedriger diese ist, umso größer ist in der Regel die Seniorität des Senators. Die Tabelle ist mit den Pfeiltasten sortierbar.
| Senator                   | Partei       | Staat          | Klasse | Datum         | Sen. | Anmerkung                          |
| ------------------------- | ------------ | -------------- | ------ | ------------- | ---- | ---------------------------------- |
| Samuel W. Dana            | Föderalist   | Connecticut    | I      | 10. Mai 1810  | 157  |                                    |
| David Daggett             | Föderalist   | Connecticut    | III    | 13. Mai 1813  | 176  |                                    |
| Outerbridge Horsey        | Föderalist   | Delaware       | I      | 12. Jan. 1810 | 156  |                                    |
| William H. Wells          | Föderalist   | Delaware       | II     | 28. Mai 1813  | 82   | früher im 5. bis 9. Kongress       |
| William Wyatt Bibb        | Republikaner | Georgia        | II     | 6. Nov. 1813  | 179  | trat am 9. November 1816 zurück    |
| George Troup              | Republikaner | Georgia        | II     | 13. Nov. 1816 | 197  | gewählt als Nachfolger von Bibb    |
| Charles Tait              | Republikaner | Georgia        | III    | 27. Nov. 1809 | 154  |                                    |
| James Noble               | Republikaner | Indiana        | I      | 11. Dez. 1816 | 201  |                                    |
| Waller Taylor             | Republikaner | Indiana        | III    | 11. Dez. 1816 | 202  |                                    |
| William T. Barry          | Republikaner | Kentucky       | II     | 2. Feb. 1815  | 187  | trat am 1. Mai 1816 zurück         |
| Martin D. Hardin          | Föderalist   | Kentucky       | II     | 13. Nov. 1816 | 198  | gewählt als Nachfolger von Barry   |
| Isham Talbot              | Republikaner | Kentucky       | III    | 2. Feb. 1815  | 188  |                                    |
| James Brown               | Republikaner | Louisiana      | II     | 5. Feb. 1813  | 168  |                                    |
| Eligius Fromentin         | Republikaner | Louisiana      | III    | 4. März 1813  | 171  |                                    |
| Robert Goodloe Harper     | Föderalist   | Maryland       | I      | 29. Jan. 1816 | 195  | trat am 6. Dezember 1816 zurück    |
| Alexander Contee Hanson   | Föderalist   | Maryland       | I      | 20. Dez. 1816 | 203  | gewählt als Nachfolger von Harper  |
| Robert Henry Goldsborough | Föderalist   | Maryland       | III    | 21. Mai 1813  | 177  |                                    |
| Christopher Gore          | Föderalist   | Massachusetts  | I      | 5. Mai 1813   | 175  | trat am 30. Mai 1816 zurück        |
| Eli P. Ashmun             | Föderalist   | Massachusetts  | I      | 12. Juni 1816 | 196  | gewählt als Nachfolger von Gore    |
| Joseph B. Varnum          | Republikaner | Massachusetts  | II     | 8. Juni 1811  | 162  |                                    |
| Thomas W. Thompson        | Föderalist   | New Hampshire  | II     | 24. Juni 1814 | 183  |                                    |
| Jeremiah Mason            | Föderalist   | New Hampshire  | III    | 10. Juni 1813 | 178  |                                    |
| James J. Wilson           | Republikaner | New Jersey     | I      | 4. März 1815  | 191  |                                    |
| John Condit               | Republikaner | New Jersey     | II     | 21. März 1809 | 117  | früher im 8. bis 10. Kongress      |
| Nathan Sanford            | Republikaner | New York       | I      | 4. März 1815  | 190  |                                    |
| Rufus King                | Föderalist   | New York       | III    | 4. März 1813  | 22   | früher im 1. bis 4. Kongress       |
| James Turner              | Republikaner | North Carolina | II     | 4. März 1805  | 130  | trat am 21. November 1816 zurück   |
| Montfort Stokes           | Republikaner | North Carolina | II     | 4. Dez. 1816  | 200  | gewählt als Nachfolger von Turner  |
| Francis Locke             | Republikaner | North Carolina | III    | Dez. 1814     | 180a | trat am 5. Dezember 1815 zurück    |
| Nathaniel Macon           | Republikaner | North Carolina | III    | 5. Dez. 1815  | 193  | gewählt als Nachfolger von Locke   |
| Benjamin Ruggles          | Republikaner | Ohio           | I      | 4. März 1815  | 189  |                                    |
| Jeremiah Morrow           | Republikaner | Ohio           | III    | 4. März 1813  | 173  |                                    |
| Jonathan Roberts          | Republikaner | Pennsylvania   | I      | 24. Feb. 1814 | 181  |                                    |
| Abner Lacock              | Republikaner | Pennsylvania   | III    | 4. März 1813  | 172  |                                    |
| William Hunter            | Föderalist   | Rhode Island   | I      | 28. Okt. 1811 | 164  |                                    |
| Jeremiah B. Howell        | Republikaner | Rhode Island   | II     | 4. März 1811  | 161  |                                    |
| John Taylor               | Republikaner | South Carolina | II     | 31. Dez. 1810 | 159  | trat im November 1816 zurück       |
| William Smith             | Republikaner | South Carolina | II     | 4. Dez. 1816  | 199  | gewählt als Nachfolger von Taylor  |
| John Gaillard             | Republikaner | South Carolina | III    | 6. Dez. 1804  | 125  | Präsident pro tempore              |
| George W. Campbell        | Republikaner | Tennessee      | I      | 10. Okt. 1815 | 163  | früher im 12. und 13. Kongress     |
| Jesse Wharton             | Republikaner | Tennessee      | II     | 17. März 1814 | 182  | ernannt                            |
| John Williams             | Republikaner | Tennessee      | II     | 10. Okt. 1815 | 192  | gewählt als Nachfolger von Wharton |
| Isaac Tichenor            | Föderalist   | Vermont        | I      | 4. März 1815  | 65   | früher im 4. und 5. Kongress       |
| Dudley Chase              | Republikaner | Vermont        | III    | 4. März 1813  | 170  |                                    |
| James Barbour             | Republikaner | Virginia       | I      | 2. Jan. 1815  | 186  |                                    |
| Armistead Thomson Mason   | Republikaner | Virginia       | II     | 3. Jan. 1816  | 194  |                                    |

- Republikaner bezeichnet Angehörige der heute meist als Demokratisch-Republikanische Partei oder Jeffersonian Republicans bezeichneten Partei.[2]
- a) Locke wurde gegen seinen Willen gewählt und trat das Amt nie an, insofern gibt es kein genaues Datum.[3]